# Тождество Руа
Тождество Руа (Роя) — микроэкономическое соотношение, устанавливающее связь функции спроса (маршалловский спрос) и косвенной функции полезности: для косвенной функции полезности {\displaystyle \nu (p,R)} от вектора цен на блага {\displaystyle p} и дохода потребителя {\displaystyle R} маршалловский спрос {\displaystyle x(p,R)} может быть определён как:
{\displaystyle x(p,R)=-{\frac {\partial \nu (p,R)}{\partial p}}/{\frac {\partial \nu (p,R)}{\partial R}}}.
Установлено французским экономистом Рене Руа.
Тождество показывает разнонаправленность изменения цены и полезности набора благ, например, при росте цены товара растут расходы потребителя и падает уровень полезности товарного набора, который может купить потребитель. Согласно лемме Шепарда, расходы на единицу полезности при увеличении цены растут, таким образом, числитель в соотношении всегда положительный, и знак зависит от знаменателя — характеризующего изменение функции полезности при изменении его дохода. Если {\displaystyle {\frac {\partial \nu (p,R)}{\partial R}}<0}, то товар подчиняется закону спроса; в случае же {\displaystyle {\frac {\partial \nu (p,R)}{\partial R}}>0} возникают товары Гриффена (товары замещения), спрос на которые растёт по мере повышения цены.